# Église Notre-Dame-de-Liesse d'Annecy
Ne doit pas être confondu avec Basilique Notre-Dame de Liesse.
Pour les articles homonymes, voir Liesse.
L'église Notre-Dame-de-Liesse d'Annecy est une église catholique française, située dans le département de la Haute-Savoie et la ville d'Annecy. C'est une des anciennes collégiales du diocèse de Genève.

## Historique
Fondée et construite dans la seconde partie du XIVe siècle par les comtes de Genève Amédée III et Robert, l’église Notre-Dame-de-Liesse fut construite sur l'emplacement d’un ancien oratoire et sur celui d'une place médiévale à proximité d’un hospice médiéval. Cet endroit présentait alors un caractère religieux affirmé.
Ce sanctuaire religieux est connu sous les traits d'un modeste oratoire marial cité dès le XIe siècle. Mais la véritable fondation de Notre-Dame-de-Liesse date de 1360, grâce au comte Amédée III de Genève qui souhaitait faire de cette nouvelle église la nécropole de sa lignée. Le comte Robert continua la construction qui fut achevée en 1394. Le sanctuaire fut consacré en 1398. 
En 1793, le chœur est détruit par volonté de la municipalité révolutionnaire de faire  une « place de la liberté » propre à accueillir de grands rassemblements populaires. À défaut d'être rasé comme tous les clochers d'Annecy, le clocher de cette église ne perdra que sa flèche et ses échauguettes. Autour de l'« arbre de la liberté » la place devient au début du XIXe siècle le centre de la vie politique annécienne.
Après le retour en 1815 du département français du Mont-Blanc dans le giron de la maison de Savoie, les paroisses sont rétablies et les églises reconstruites. L'église actuelle fut construite entre 1846 et 1851 sur le sanctuaire primitif très abîmé dont on conservera certains éléments : le clocher du XIVe siècle et une fenêtre gothique du mur sud. L'église est en forme de croix latine, avec nef et collatéraux aux voûtes pleins cintres, et une coupole centrale. Sa façade de type néo-classique sarde date de 1846. Les nefs des collatéraux abritent deux autels : celui de gauche dédié à saint François de Sales, l'autre à Notre-Dame du Rosaire. Les fonts baptismaux datent de 1852 et le maître-autel de 1854.
Devant l'église, une grande partie de la place est conservée. Entourée de cafés et de magasins, dénommée « place Notre-Dame », elle affirme sa vocation d'agora. Jusqu'en 1854, s'y tient un marché des œufs, fromages et légumes, jusqu'à son transfert vers la rue Sainte-Claire. En 1859, la municipalité d'Aimé Levet y installe la fontaine à obélisque, aux lions et aux tortues.

## Description

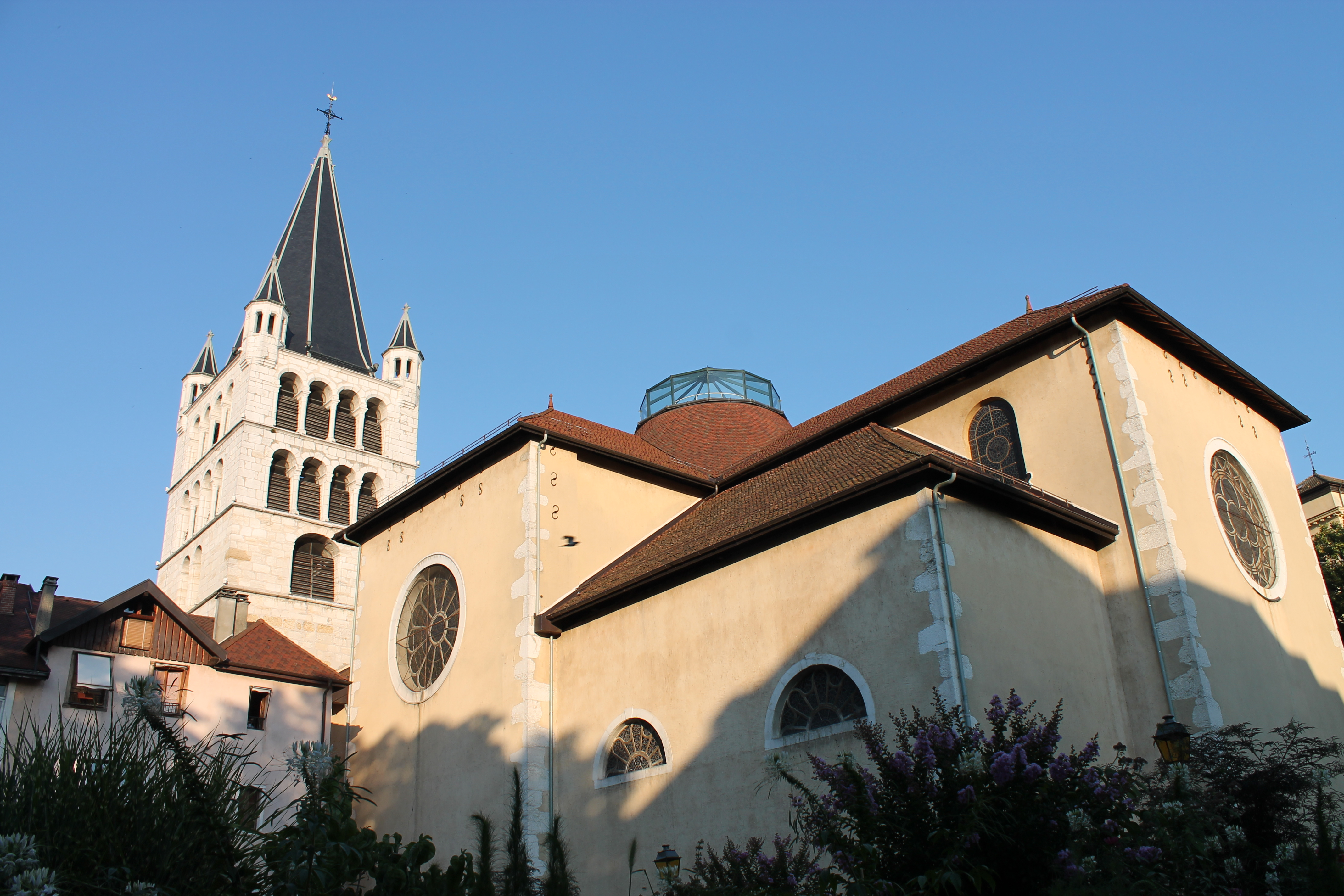
Église Notre-Dame-de-Liesse (été 2018).

### Les cloches
La doyenne date de 1655 et sonne toujours chaque angélus Elle a été fondue par Aubry et pèse 400 kilos. La plus petite d'une cinquantaine de kilos, date de 1699 et n'est plus utilisée. Une autre cloche de 1606 est également mentionnée dans les archives.
Deux autres cloches, aujourd'hui disparues ont été fondues par Louis Léonard de Morteau en 1768. La plus grande pesait alors 11 380 livres.
La fonderie Paccard a su marquer ce clocher de son empreinte. Le bourdon, nommé « La Salésienne » en l'honneur de saint François de Sales pèse plus de cinq tonnes. Il a été fondu en 1878. Une autre cloche, de dimensions plus modestes (une tonne) accompagne ses sœurs, elle a été fondue en 1891, année de la célèbre Savoyarde de Paris.

## Protection
Une cloche du XVIIe siècle et un tableau du Christ en croix du XIXe siècle sont protégés.